# Erik Brahe (1722–1756)
Erik Brahe, född i Stockholm 25 juni 1722, död där 23 juli 1756, var en svensk greve, lantmarskalk, överste samt en av de delaktiga i kuppen 1756, vilket var en misslyckad statskupp. För sin inblandning i denna dömdes han till döden och avrättades.

## Bakgrund
Han var son till kaptenen och greven Nils Brahe (en sonson till Nils Brahe den yngre) och Fredrika Vilhelmina Stenbock, men redan i sin barndom blev han berövad sina föräldrar och uppfostrades av nära anhöriga. 
Han ingick, efter slutade studier i Uppsala, som ryttare vid det Skånska kavalleriregementet 1741. Efter hand befordrades han till överste för Livregementet till häst 1752.
Han gifte sig 1745 med Eva Catharina Sack (1727–1753). Efter Eva Catharinas död 1753 gifte han 1754 om sig med Stina Piper.
Han anslöt sig politiskt till Hovpartiet, och var under 1751–1752 års riksdag medlem i sekreta utskottet. Under riksdagen fungerade han också i egenskap av äldste greve såsom lantmarskalk, då den ordinarie ordföranden, Henning Adolf Gyllenborg, var frånvarande för sjuklighet. 
Han tycks ha stått kung Adolf Fredrik nära men varit mer avvisande inför drottning Lovisa Ulrika. Vid riksdagen 1756 ertappades han såsom delaktig i den sammansvärjning som åsyftade att utvidga konungamakten. Då detta upptäcktes innan kuppen kunde iscensättas fördes de inblandade, förutom kungaparet, till schavotten för avrättning.
Själva kuppen upptäcktes den 22 juni 1756, och redan den 16 juli samma år föll domarna. Erik Brahe dömdes till att vara förlustigad (förlora) liv, ära och gods. Erik Brahes blott 22-åriga och gravida maka Stina Piper försökte åtskilliga gånger beveka sin mans domare att om möjligt mildra det hårda straff han belagts med. Dessa böner gick dock ohörda förbi, och nådeansökan som ställdes till kungen (även om denna makt låg hos Rådet) avvisades likväl.
Erik Brahe avrättades i Stockholm den 23 juli 1756. Omkring tre månader efter detta nedkom Stina Piper med deras gemensamma son Magnus Fredrik Brahe som tillsammans med Eriks son Per Eriksson Brahe från äktenskapet med Eva Catharina Sack uppfostrades av Stina. Deras gemensamma dotter och tre barn från Erik Brahes tidigare äktenskap hade avlidit av sjukdomar tidigare samma år.
20 år senare, besöktes den nu vuxna sonen Per på Rydboholms slott av kung Gustav III, stallmästaren Munck, Gustaf Johan Ehrensvärd och Axel von Fersen d.y. Efter att ha besökt slottet och trädgården begav dom sig till Östra Ryds kyrka för att hedra Erik Brahes minne. Kistan innehållande Brahes kvarlevor öppnades och kungen studerade dom under tystnad för att sedan rusa ut ur kyrkan och resa tillbaka till Ulriksdal slott under tystnad.
Ehrensvärd skulle senare skriva:
<blockquote> Det var även besynnerligt, att [den] första gången Greve Brahes kista skulle öppnas och dess lik ses, så skulle det vara av sonen till de föräldrar, för vilka han hade mistat livet, och bredvid graven skulle sonen stå till den, som varit dess baneman.</blockquote>

## Bilder

Erik Brahe iklädd rustning, troligen av Lorens Pasch d.ä..[3]
Eva Katarina Sack, greve Erik Brahes första fru.
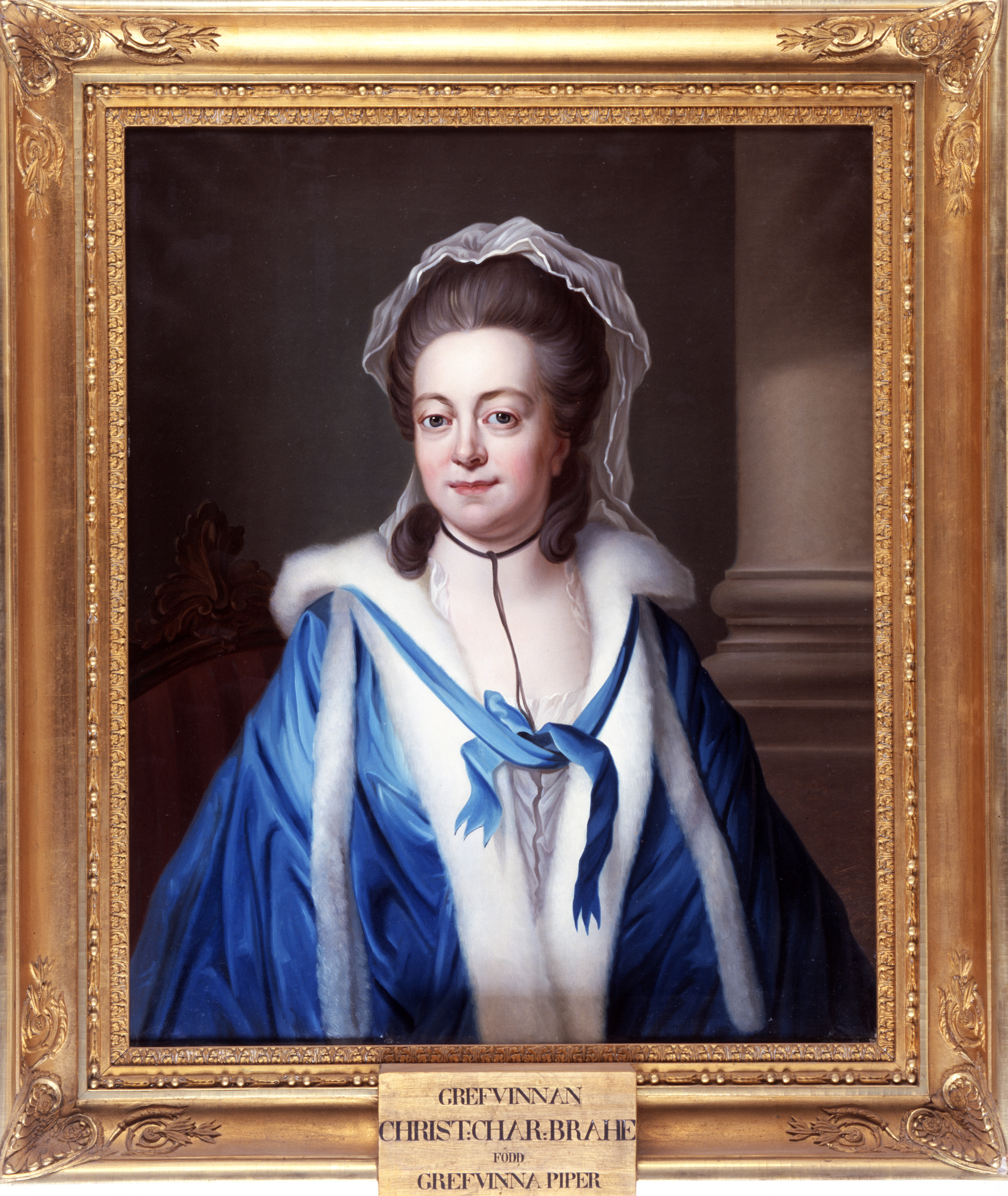
Kristina Charlotta Piper greve Erik Brahes andra fru.